# Rallus
Rallus (vandrikseslægten) er en slægt af fugle i familien vandhøns, der er udbredt med 11 arter i Europa, Asien, Nordafrika samt Nord- og Sydamerika. Kun en enkelt art yngler i Europa.
Næbbet er ret langt og slankt, meget længere end hovedet. De inderste armsvingfjer er stærkt forlængede, kun lidt kortere end håndsvingfjerene. Tæerne er meget lange og slanke.

## Arter
Nogle af de 11 arter i slægten Rallus:
- Vandrikse, Rallus aquaticus (Europa og Centralasien)
- Klapperrikse, Rallus longirostris (Nordamerika)
- Mudderrikse, Rallus limicola (Nordamerika)